# 200020 Cadi Ayyad
200020 Cadi Ayyad è un asteroide della fascia principale. Scoperto nel 2007, presenta un'orbita caratterizzata da un semiasse maggiore pari a 3,1886234 UA e da un'eccentricità di 0,1016248, inclinata di 17,37591° rispetto all'eclittica.